# Carmine Abbagnale
Carmine Abbagnale (Pompei, 5 gennaio 1962) è un ex canottiere italiano, vincitore di due titoli olimpici e sette mondiali nel canottaggio.

## Palmarès
Con il fratello Giuseppe e il timoniere Giuseppe Di Capua nel corso degli anni ottanta e novanta del secolo scorso ha vinto due titoli olimpici e sette titoli mondiali nella specialità del due con. Quando il fratello si ritirò, Carmine vinse ancora un argento mondiale (in coppia con Gioacchino Cascone).
Olimpiadi e Mondiali
| Anno | Manifestazione      | Sede              | Evento  | Risultato |
| ---- | ------------------- | ----------------- | ------- | --------- |
| 1984 | Giochi olimpici     | Los Angeles       | Due con | Oro       |
| 1988 | Giochi olimpici     | Seul              | Due con | Oro       |
| 1992 | Giochi olimpici     | Barcellona        | Due con | Argento   |
| 1981 | Campionati mondiali | Monaco di Baviera | Due con | Oro       |
| 1982 | Campionati mondiali | Lucerna           | Due con | Oro       |
| 1983 | Campionati mondiali | Duisburg          | Due con | Bronzo    |
| 1985 | Campionati mondiali | Hazewinkel        | Due con | Oro       |
| 1986 | Campionati mondiali | Nottingham        | Due con | Argento   |
| 1987 | Campionati mondiali | Copenaghen        | Due con | Oro       |
| 1989 | Campionati mondiali | Bled              | Due con | Oro       |
| 1990 | Campionati mondiali | Lake Barrington   | Due con | Oro       |
| 1991 | Campionati mondiali | Vienna            | Due con | Oro       |
| 1993 | Campionati mondiali | Račice            | Due con | Argento   |
| 1994 | Campionati mondiali | Indianapolis      | Due con | Argento   |

Campionati italiani
- 23 titoli nazionali tra il 1979 e il 1995[2]

## Riconoscimenti
- Nel marzo del 2012 la città di Londra, nell'ambito delle iniziative connesse ai Giochi olimpici di Londra 2012, ha dedicato all'ex atleta la stazione "Hounslow East" (Piccadilly line) della metropolitana cittadina[5][6].
- Nel maggio 2015, una targa a lui dedicata fu inserita nella Walk of Fame dello sport italiano a Roma, riservata agli ex-atleti italiani che si sono distinti in campo internazionale.[7][8]